# Johannes Johansson (teolog)
Johannes Johansson, född den 14 maj 1867 i Uppsala domkyrkoförsamling, Uppsala, död den 14 maj 1947 i Göteborgs Gamlestads församling, Göteborg
, var en svensk hymnologisk och exegetisk författare. Han dog på sin 80-årsdag.

## Biografi
Johansson blev student vid Uppsala universitet 1885, filosofie kandidat 1889 och teologie kandidat 1898. Han prästvigdes 1902, utnämndes samma år till lektor i Nyköping och befordrades 1903 till rektor vid folkskollärarinneseminariet i Falun. Johansson blev 1912 tillförordnad och 1915 ordinarie rektor vid folkskoleseminariet i Linköping samt var 1924–1932 lektor vid Högre latinläroverket i Göteborg. Han blev rektor för Göteborgs prästgymnasium 1924. 
Johansson utgav 1907 ett Förslag till psalmbok för svenska kyrkan, omfattande dels 1819 års psalmbok i oavkortad, men delvis starkt omarbetad form, dels ett tillägg på 200 psalmer av äldre och nyare författare. Ett 1908 utgivet Nytt förslag till reviderad psalmbok (åtföljt av en mycket utförlig, i broschyrform tryckt motivering, som innehåller bland annat en revidering av psalmbokens författaruppgifter) överensstämmer i nummerantal med kyrkopsalmbokens och utgjorde ett försök att trots uteslutningar och tillägg låta de mest använda psalmerna kvarstå på sina för församlingen välkända platser. Den ledande grundtanken i Johanssons revisionsarbete var att låta psalmen med modern språkdräkt förena en bekännelsetrogen hållning. 
Johansson uppträdde jämväl med några omfattande exegetiska skrifter: Se, Han kommer (1894), en populär utläggning av Uppenbarelseboken, Profeten Hosea, översättning och utläggning (1899) och Hosea och de kritiska problemen (samma år). Han utgav 1915–1923 under titlarna Guds rike och Livsbilder flera serier läro- och läseböcker i kristendom för små-, folk- och konfirmandskolan. År 1923 framlade Johansson ånyo ett förslag till ny psalmbok, Den svenska psalmboken, översedd och tillökad upplaga av 1819 års psalmbok, en varsam revision av 1920 års kyrkomötespsalmbok. Senare publicerade han Hjältefolket i Cottiska Alperna (1928), Österrikes martyrkyrka (1930), Ett betydelsefullt 400-årsminne (1930) och Nio tavlor ur skotska kyrkans historia (1937).